# Explosionerna i Gërdec 2008
Explosionerna i Gërdec 2008 var en serie explosioner som inträffade den 15 mars 2008 vid ett gammalt militärt ammunitionsförråd i byn Gërdec, Vorë kommun i Albanien (14 kilometer från Tirana). Explosionerna kunde höras så långt som till Makedoniens huvudstad Skopje, 170 kilometer från explosionsplatsen.  

## Bakgrund
Albanska myndigheter har satt igång en process med att förstöra gammal ammunition, i samband med sin NATO-ansökan. Reuters rapporterade om att så mycket som 3000 ton vapen och ammunition skall ha lagrats i förrådet. En grupp amerikanska rådgivare tillsattes för att hjälpa albanerna i förstörelsen av ammunitionen. Den albanska premiärministern, Sali Berisha, meddelade efter explosionen att landet sliter med enorma mängder ammunition.

## Explosionen
Explosionen ägde rum i den mindre byn Gërdec, cirka 14 kilometer norr om Albaniens huvudstad Tirana.
Explosionerna utlöstes då albanska och amerikanska experter skall ha flyttat flera bomber, kulor och granater som alla var från andra världskriget. Terrorism uteslöts vara en av orsakerna till explosionen. Explosionerna lämnade enorma kratrar efter sig i området, någon av dessa var 20 meter djup och minst 50 meter i diameter.
Den första explosionen på platsen var så kraftig att den kunde höras ända till grannlandet Makedonien, hela 150 kilometer därifrån. Många trodde att explosionen faktiskt ägde rum i Makedonien och varslade albansk polis om det. Flertalet fönsterrutor på byggnader i Makedonien krossades till följd av explosionen, enligt en polistalesman. Efter den första kraftiga explosionen fortsatte mindre sprängladdningar att detonera på området i minst två timmar. Specialstyrkor från den albanska armén sattes in i försöken att rädda arbetare från området där explosionen ägde rum. Flera tusen granater spreds över stora områden runt explosionen och flera av dem var odetonerade, något som försvårade räddningsarbetet.

### Skador
Den albanska hälsoministern, Nard Ndoka, sade att minst 155 personer skadats till följd av explosionen, flertalet av dessa var civila. En lokal journalist, Altin Kodra, sade däremot att så många som 260 personer hade skadats av explosionen. Albanska myndigheter saknade även tre enheter om 21 personer som arbetade vid destruktionen.
Albaniens internationella flygplats ligger i närheten av explosionsplatsen, och explosionen ledde till materiella skador både på flygplatsen och närliggande byggnader. Flera flygningar till och från flygplatsen fick ställas in till följd av explosionen. Byggnader som var inom 500 meter ödelades. I byn Gërdec och vid militärbasen fick flera hus sina tack avblåsta efter explosionen, och av vissa hus var det bara grundmuren som stod kvar. Upp till 300 hus ödelades helt och hållet.
Räddningsarbetare kunde dock rädda en grupp människor om 25 personer efter att de gömt sig i en bunker från den albanska kommunisttiden.

## Reaktioner
- Albanska myndigheter erbjöds medicinskt och annat bistånd från USA, Italien, Grekland, Makedonien, Turkiet och Kosovo efter explosionen.[4]
- Den albanske försvarsministern Fatmir Mediu avgick den 17 mars till följd av explosionen.[8]